# Ширіни
Ширіни — один з чотирьох найвпливовіших родів Кримського ханства. Ширін-бей не завжди захищав інтереси держави, оскільки більше керувався потребами власного роду. Проводив листування із зарубіжними правителями, мав свій адміністративний апарат, а також власного калгу і нуреддина.
За повідомленням турецького мандрівника Евлії Челебі, «Ширін-беї походять від ханських дочок і належать до роду Чингізидів. Ці Ширін-беї раніше ханів заволоділи Кримом. Тому, що, коли Джучі-хан захопив Крим, першими у Крим ввійшли і, вражаючи мечем, захопили його, Ширін-беї. Джучі… хан віддав цим газіям своїх дочок…, і це стало законом Джучі-хана. Всі кримські хани віддають своїх дочок за Ширін-беїв. Тому вони є свояками ханів. Під рукою цього Ширін-бея 300 мурз, які походять з цього ж роду… Це плем'я-рід… живе під Чатир-дагом, у Нахшуванському ілі».
Володіння (бейлік) Ширін включало землі від Карасубазара до Ескі-Крима і від Сиваша до північних схилів Середньої гряди.